# Monterey Pop
Monterey Pop er en amerikansk dokumentarfilm fra 1968 instrueret af D.A. Pennebaker.

## Handling
Koncertfilm fra 1968 af D. A. Pennebaker, der dokumenterer Monterey Pop Festival i 1967.